# 阿默斯福特
阿默斯福特（荷蘭語：Amersfoort，發音：[ˈaːmərsfoːrt] ⓘ）位于荷兰中部，是乌得勒支省的第二大城市，人口139,017（2007年）。該市成長快速，中世紀的市中心也保存良好。阿默斯福特位於東西向與南北向鐵路的交會處，是荷蘭最大的鐵路樞紐之一。2009年，該市歡度750周年紀念。

## 名称
阿默斯福特城市的起源和名字来源于埃姆河（原名阿默河）的通航地点或优势。埃姆河发源于Lunterse Beek （Heiligenbergerbeek）和Barneveldse Beek （Flierbeek），这些河流从格尔德斯河谷流出，在阿默斯福特山和阿默斯福特（Hoogland）以北的较高地区之间的平原上汇集在一起。在那个通行的地方，埃姆河在乌得勒支通往东部和北部的贸易路线穿过。
阿默斯福特有时缩写为A'foort或Foortje。在当地口语中，这个城市也被称为Amo。阿默斯福特的另一个昵称是凯斯塔德（Keistad）。

## 历史
中石器时代，狩猎采集者在阿默斯福特地区建立了营地。考古学家在城市北部发现了这些营地的痕迹，如炉膛的遗迹，有时还有微晶燧石制品。

### 古代

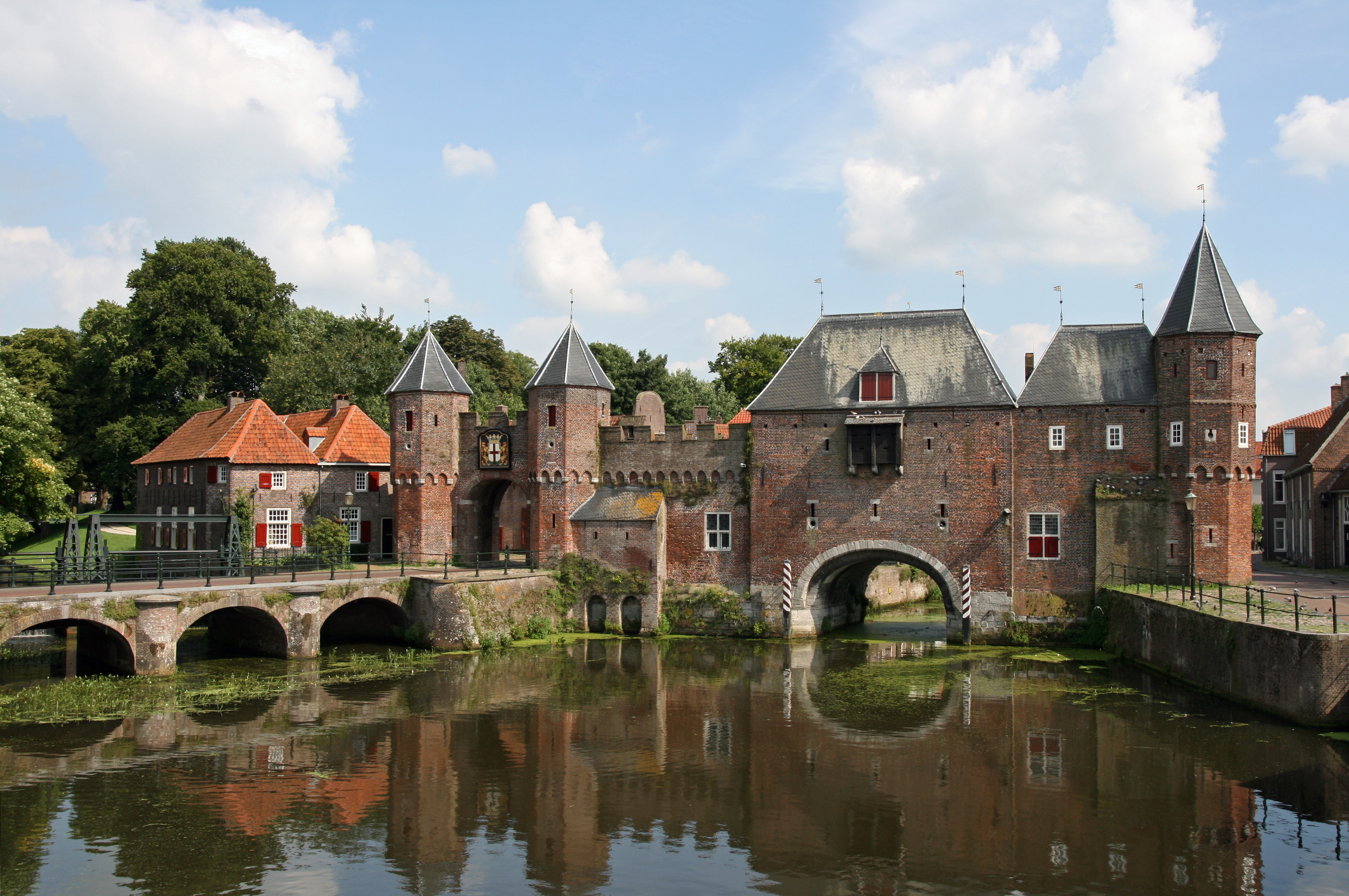
科佩尔门，2008年

在阿默斯福特地区发现了公元前1000年的定居点遗迹。阿默斯福特这个名字来自阿默河上的一个浅滩，今天被称为埃姆河，最早出现在11世纪。这座城市在现在的霍夫周围发展起来，乌得勒支的主教们在那里建立了一个法院，以控制“格尔德塞山谷”地区。1259年，乌得勒支主教亨利·范维安登授予城市权。第一道砖砌防御墙于1300年左右完工，但扩建导致1380年修建了一堵新墙，该墙于1450年左右完工。科佩尔门是第二堵墙的一部分，它是一个结合了陆门和水门。第一堵墙被拆除，取而代之的是房屋。今天的壁屋街（Muurhuizen）位于第一堵墙的位置。
Onze Lieve Vrouwentoren（圣母塔）是荷兰最高的中世纪教堂塔之一，高98米（322英尺）。当它建成时，它是荷兰的中点，它正好建在中心，是荷兰电网系统的参考。这座塔的绰号是Lange Jan（“长约翰”）。
塔和教堂的建造始于1444年。教堂在1787年的一次爆炸中被毁，但塔楼幸存下来，通过初始开放空间的人行道上使用不同类型的石头，今天仍然可以看出教堂的布局。它现在是RD坐标系的参考点，荷兰地形服务使用的坐标网格：RD坐标为（155.000，463.000）。
自中世纪以来，阿默斯福特内城一直保存完好。除了圣母塔、科佩尔门和Muurhuizen（壁屋）外，还有Sint Joriskerk（圣乔治教堂）、运河系统及其桥梁，以及中世纪和其他古老建筑；许多被指定为国家纪念碑。在中世纪，阿默斯福特是纺织业的重要中心，也有大量的啤酒厂。犹太人在中世纪也居住在阿默斯福特，1546年被驱逐出该省，1655年开始返回该市。

### 巨石城

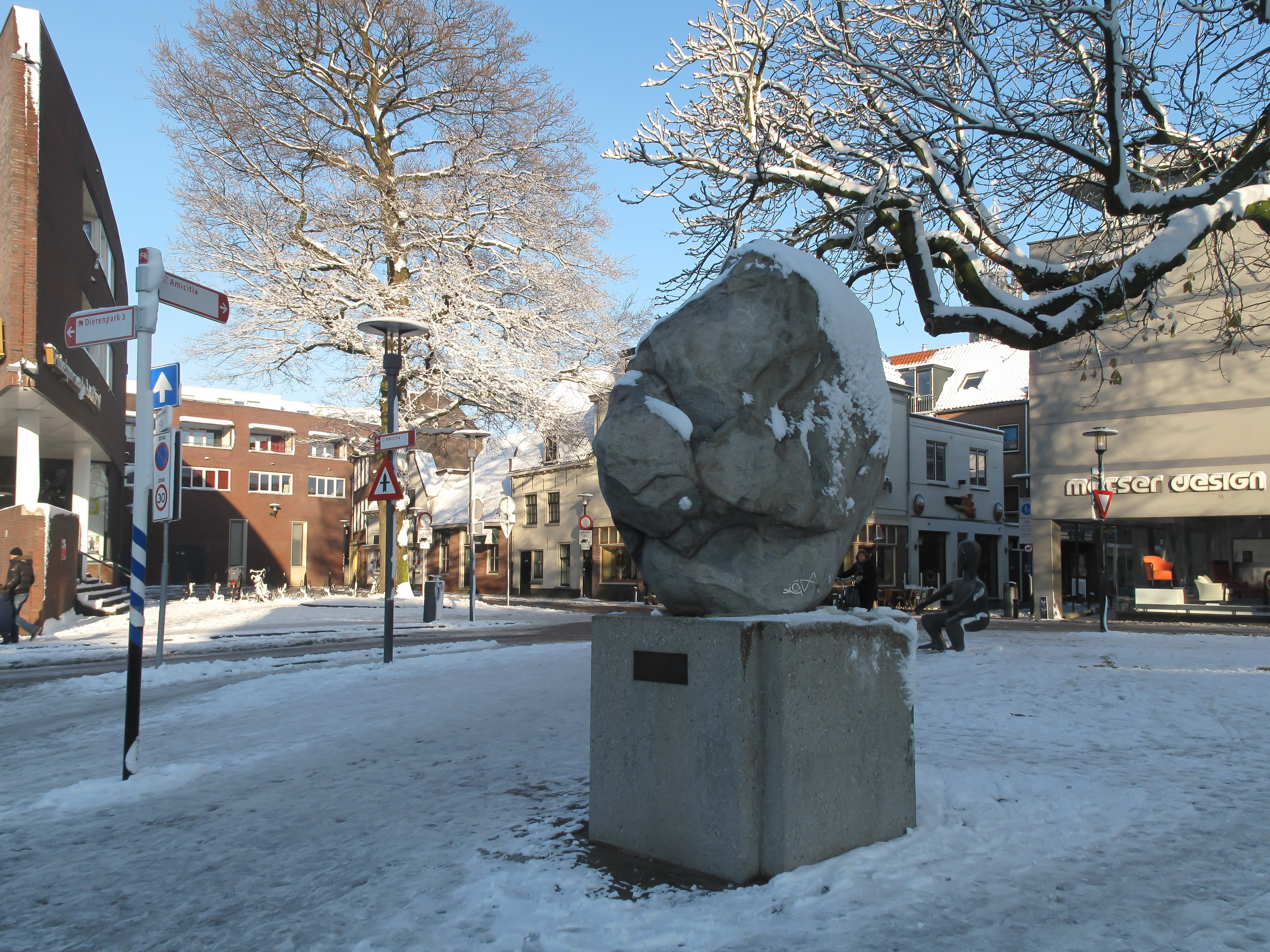
阿默斯福特巨石，2012年

阿默斯福特的昵称Keistad（巨石城）起源于阿默斯福特巨石，这是一块9吨（19,842磅）重的巨石，1661年，由于两位土地所有者之间的赌注，400人把它从苏斯特沼泽地拖进了这座城市。当获胜者给每个人买了啤酒和椒盐卷饼时，大家都得到了奖励。附近的其他城镇则昵称为Amersfoort Keientrekker（拉动巨石者）。这个故事让居民们感到尴尬，他们于1672年将这块巨石埋在了城里，但在1903年再次被发现后，它被放置在一个显眼的地方作为纪念碑。荷兰的巨石不多，所以它可以被视为一个标志。

### 新阿默斯福特

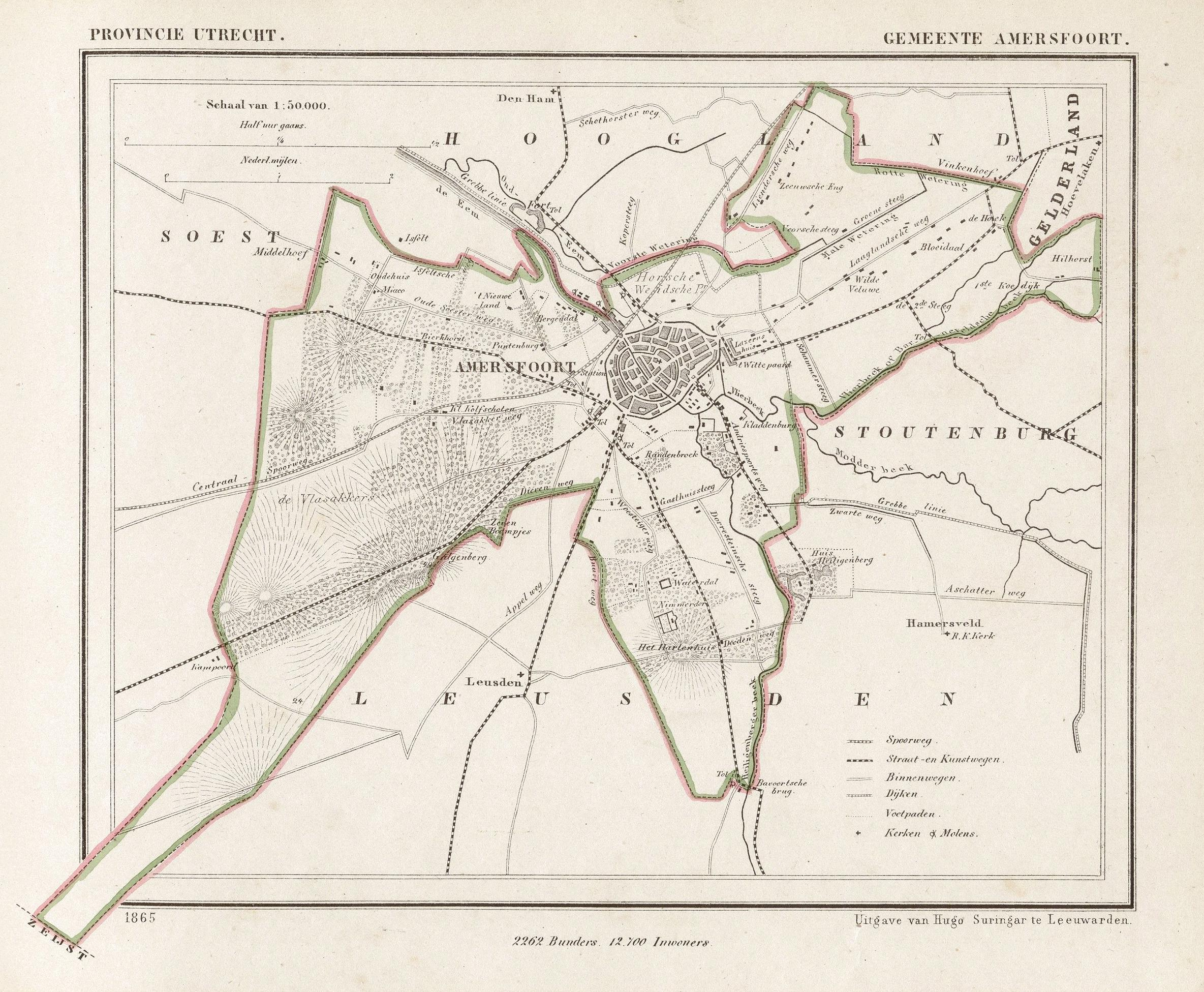
1685年的阿默斯福特地图

17世纪在现在的布鲁克林区建立的六个荷兰城镇之一被称为“新阿默斯福特”。最初的专利权人是沃尔弗特·格里采·冯考恩霍文和安德里斯·胡德。与迄今为止保留的其他荷兰名字不同，新阿默斯福特现在被称为“平地（Flatlands）”。
在18世纪，阿默斯福特因烟草种植而繁荣起来，但从1800年左右开始衰落。
1863年建立了第一条铁路连接，几年后，建造了大量步兵和骑兵营房，以保卫荷兰西部城市，从而阻止了这种衰落。
20世纪20年代后，增长再次停滞；1970年，荷兰政府将当时约有7万居民的阿默斯福特指定为“增长型城市”。

### 第一次世界大战
在第一次世界大战期间，阿默斯福特地区以及附近的苏斯特贝赫和宰斯特是荷兰许多来自比利时的难民的避难所之一。“比利时纪念碑”位于前难民营Elisabethdorp附近，纪念这一时期和比利时难民的苦难。

### 第二次世界大战
由于第二次世界大战爆发前，阿默斯福特是荷兰最大的驻军城镇，有八个军营，是主要防线的一部分，1940年5月德国人入侵开始时，当时43,000人全部撤离。经过四天的战斗，人们被允许返回。
战争开始时，该镇有一个正常运作的犹太社区，约有700人。其中一半人被驱逐出境并被杀害，主要是在奥斯威辛和索比堡。1943年，始建于1727年的犹太会堂在当时纳粹控制的市政府的命令下遭到严重破坏。战后，它被修复并再次开放，此后一直由一系列拉比服务。
战争期间，阿默斯福特市附近有一个纳粹集中营。该营地正式名称为Polizeiliches Durchgangslager Amersfoort（阿默斯福特警察过境营地），更为人所知的是阿默斯福特集中营，实际上位于邻近的勒斯登市。
战争结束后，该营地的领导人约瑟夫·科泰拉被判处终身监禁。他于1979年在囚禁中去世。营地的一些受害者被埋在镇附近的勒斯特霍夫公墓。
受害者中有来自苏联的战俘，其中包括101名中亚人，其中大多数是乌兹别克人。当地人纪念他们，但101名士兵的身份一直未知，直到记者雷姆科·赖丁在1999年听说墓地后开始调查此事件。在目睹101名士兵的少数人中，有亨克·布鲁克赫伊曾。

## 地理

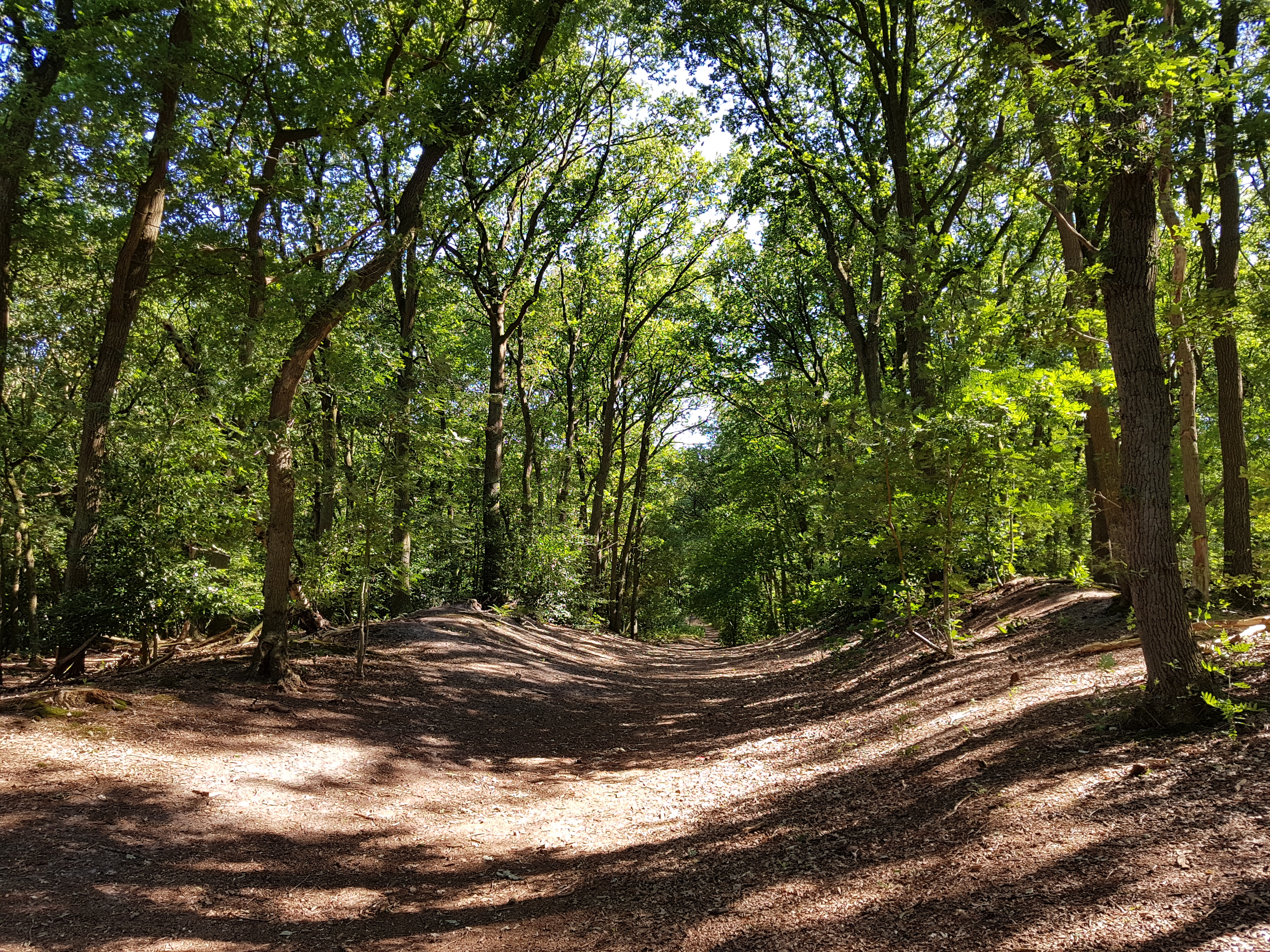
阿默斯福特附近的Bokkeduinen自然保护区

阿默斯福特位于埃姆河谷的平坦位置，位于乌得勒支山脊的最东北边缘和高地地区的南部。这个城市有一个中世纪的核心，运河和城墙。运河保留下来，但城墙大部分在19世纪被拆除，并被公园和住宅区所取代。现在的旧城墙公园通常被称为Zocherplantson，因为它是由扬·大卫·措赫尔共同设计的。 
从1870年开始，随着铁路和一些军营的到来，城市迅速扩张。但直到20世纪50年代，从荷兰西部到该国北部和东部的汽车交通仍然通过长街穿过市中心。因此，在1956年至1958年期间，西南住宅区被抑制，以便为自1966年以来被称为城市环的环形公路提供空间。
1980年，该市获得大城市地位，部分或全部附近市镇并合并进来，包括
- Hooglan（大部分）（1974年）
- Leusden（部分）和Stoutenburg Noord（1998）
- Nijkerk（部分） Laakzone，包括t'Hammetje （1998）
- Hoevelaken（部分）（1998年辩护词呢个Vinkenhoef区）
- Bunschoten（部分）（1998）

有新的住宅区，如Vathorst和Schothorst-Noord，都有自己的车站和Zielhorst，Kattenbroek和Nieuwland。这些加强了老城区的中心功能，那里有许多商店和餐饮业。更多的商业和办公空间。阿默斯福特以东的A28（乌得勒支-兹沃勒）高速公路的建设为增长提供了进一步的动力。在A28与A1交叉的地方，1962年形成了胡弗拉肯交叉点。阿默斯福特几乎达到了扩张的极限。
阿默斯福特是宾斯霍滕，斯帕肯堡，胡弗拉肯，勒斯登，苏斯特和巴伦等地区的中心。

### 自然
2006年，阿默斯福特获得Entente Florale发布的荷兰绿色城市的称号。这个城市的头衔归功于阿默斯福特保护自然的政策。2007年9月，该市被该组织评为“欧洲最绿色城市”。阿默斯福特有许多城市公园。最大的公园是斯科索斯特公园，位于市中心以北。公园拥有丰富的大自然。此外，市中心以南略小的兰登布鲁克公园拥有多种自然景观。

## 人口
根据2020年的统计，阿默斯福特人口为157,276人。其中本土荷兰人为117,863人，占到了74.9%，在外籍移民中，土耳其人最多，为6,299人（4%），其次是摩洛哥人，为5,161人（3.3%）。

## 文化

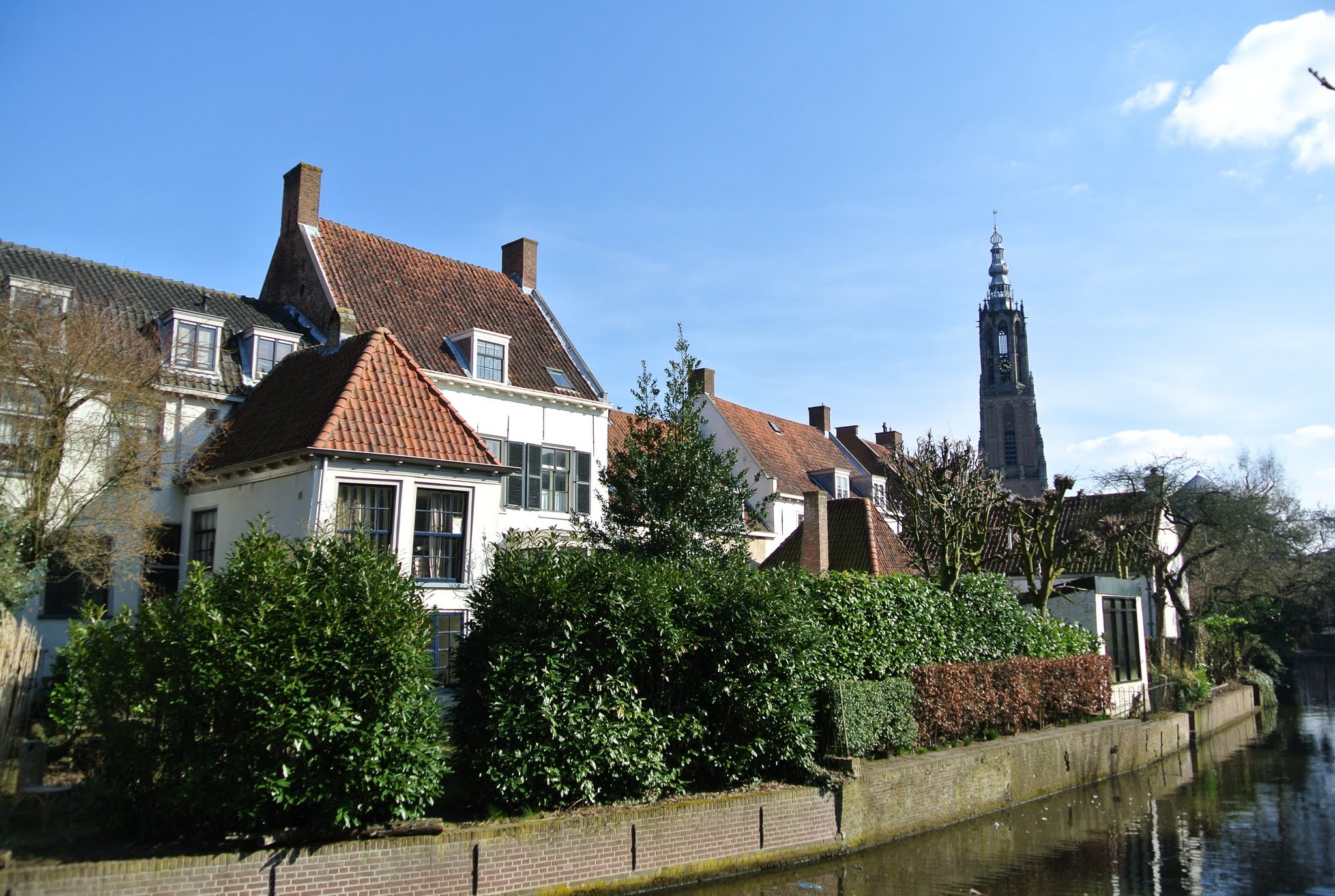
阿默斯福特市中心

阿默斯福特有一个历史中心，周围环绕着城墙，有几十座纪念碑，比如
- Onze Lieve Vrouwetoren（圣母塔）；
- 科佩尔门（中世纪的城门）

其他具有重要文化意义的建筑包括：
- 埃姆之家文化馆市立图书馆
- 文化遗产局大楼
- De WAR，艺术家和创新者的空间

### 博物馆
- 蒙德里安故居：画家皮特·蒙德里安的出生地。展出他在巴黎工作室的等比例重建。一些受画家启发的艺术家的临时展览和作品。
- 弗雷希特博物馆：在华丽的外表下举办历史、教育和临时展览。由于石棉污染，博物馆于2007年关闭。它于2009年5月翻新并重新开放。
- 措内霍夫：由格里特·里特韦尔设计的小型优雅现代主义建筑，位于中心以南的同名广场上，主要展出当代艺术。（已关闭）
- 阿曼多博物馆：画家阿曼多的作品，他小时候住在阿默斯福特一座翻修过的教堂里。2007年10月22日，大部分教堂和展出的艺术品在一场大火中被毁。[9]
- 荷兰骑兵博物馆：位于475年历史的军营中的博物馆。荷兰的大多数其他军事博物馆都并入了国家军事博物馆（Nationaal Militair Museum），但骑兵博物馆却屹立不倒。它展示了荷兰骑兵和坦克。

### 体育
阿默斯福特有自己的职业足球俱乐部，名为HVC阿默斯福特。它成立于1973年7月30日，但由于财务问题于1982年6月30日解散。该市还举办了1928年夏季奥运会现代五项全能比赛的骑术部分。
阿默斯福特还从2002年到2008年底举办了荷兰网球公开赛。
该市也是棒球和垒球俱乐部阿默斯福特快速的所在地。该俱乐部的顶级男子棒球队在荷兰棒球联盟打球，这是荷兰棒球的最高级别赛事。
费姆克·博尔，荷兰女田径运动员，出生在阿默斯福特。

## 经济
该市是几家国际公司的主要所在地：

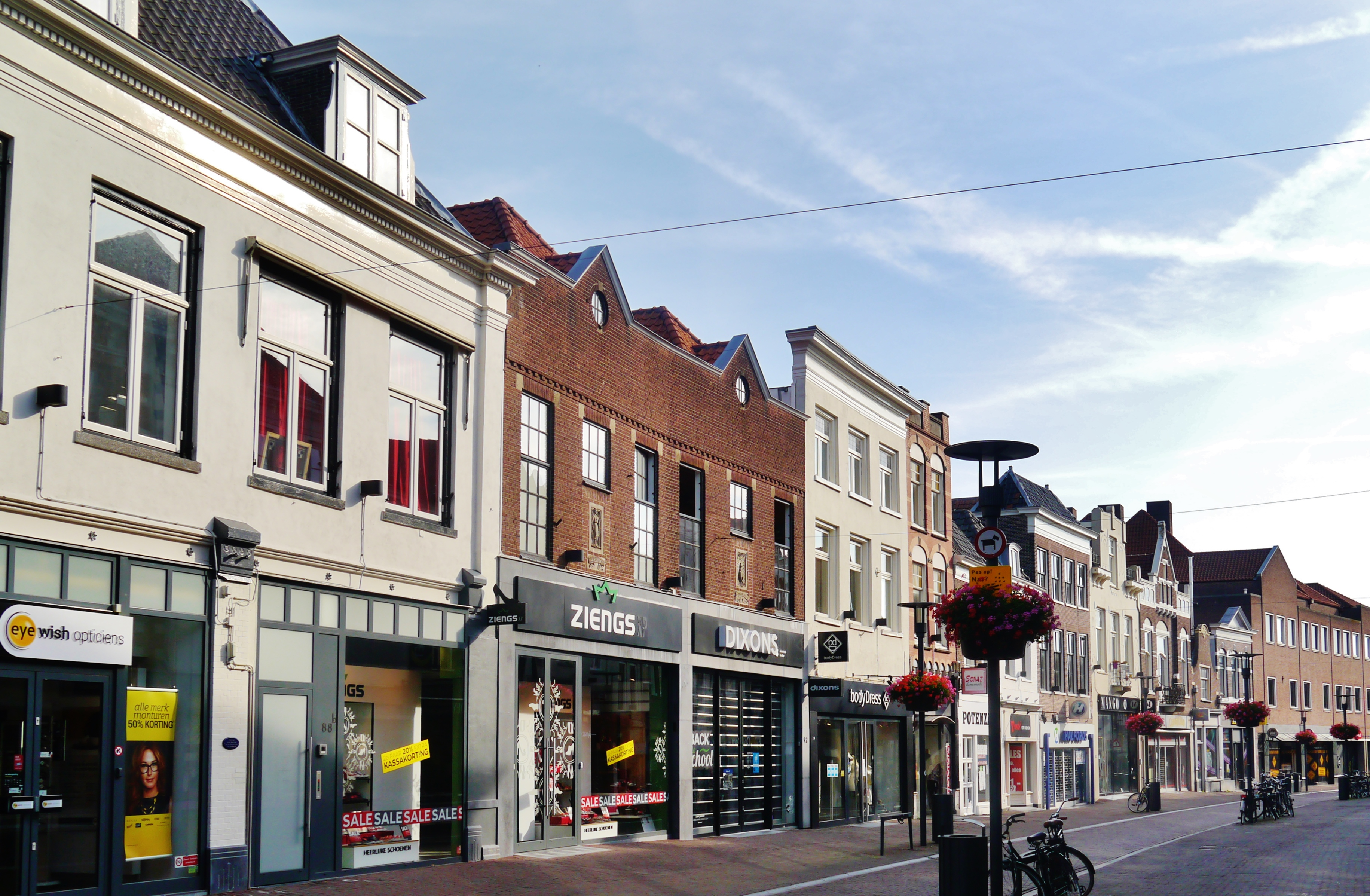
阿默斯福特的商店街

- Royal VolkerWessels Stevin N.V.，一家欧洲主要的建筑服务企业。
- 荷兰乳制品合作社FrieslandCampina。
- Royal HaskoningDHV，顾问和工程项目。
- 金郁金香酒店集团，国际连锁酒店金郁金香酒店、宾馆和度假村。[10]
- 泰高集团，动物饲料和人类食品
- 日本横河电机，一家电气工程和软件公司，其欧洲区总部位于阿默斯福特
- Vereniging Eigen Huis，荷兰最大的房主协会；它拥有70万会员，也是世界上最大的
- 荷兰社会党总部和皇家荷兰草地网球协会位于阿默斯福特

## 政治
阿默斯福特市议会由39个席位组成。市议会选举每四年举行一次。2022年市议会席位当中，民主66和绿色左派各占据6席，其次是CDA5个席位。基督教联盟和自由民主人民党各有4席。

## 交通

### 巴士
巴士服务由两家公司提供：U-OV和Syntus。Syntus在城镇和整个乌得勒支省提供服务，但U-OV提供的前往乌得勒支市的巴士除外。

### 铁路
阿默斯福特拥有三个火车站，阿默斯福特中央车站是主要车站，位于阿姆斯特丹-聚特芬和乌得勒支-坎彭铁路交叉口的城市西部边缘。
阿默斯福特斯特索斯特站，位于乌得勒支-坎彭铁路市中心东北部。
阿默斯福特瓦索斯特站，位于乌得勒支-坎彭铁路城市的最东北部，这三条线路都有直达乌得勒支中央火车站和兹沃勒的列车。
中央车站和斯科索斯特站也有直达海牙中央车站、阿姆斯特丹中央车站和阿姆斯特丹南站的服务。中央车站还提供直达恩斯赫德车站、鹿特丹中央车站、史基浦机场车站、吕伐登车站、格罗宁根车站、埃德-瓦赫宁根和柏林火车总站的列车。

### 公路
两条主要高速公路经过阿默斯福特：
- 沿北部，A1高速公路（阿姆斯特丹-阿珀尔多伦）
- 东面是A28高速公路（乌得勒支-格罗宁根）

### 水路
埃姆河发源于阿默斯福特，该镇有一个内陆水运港口。埃姆河与附近的埃姆湖相连。卡纳尔河谷将格尔德斯河谷东部排干，并与其他水源汇合，在阿默斯福特形成埃姆河。

## 名人
- 约翰·范奥尔登巴内费尔特：尼德兰独立战争重要人物
- 约翰内斯·海斯斯特：演员、歌手
- 保卢斯·伯伊斯（1531-1594），荷兰共和国大议长
- 皮特·蒙德里安（1872-1944），荷兰画家，20世纪抽象艺术代表
- 威廉·桑德贝里（1897-1984）-平面设计师，阿姆斯特丹市立博物馆馆长
- 扬·范·霍斯特（1903-1975）-被公认为国际义人
- 约翰内斯·希斯特斯（1903–2011）–演员和歌手
- 老本·蓬（1904-1968）-汽车进口商和大众Type 2的开发商
- 维克多·凯西埃波（1948-2010）-西巴布亚自决的倡导者。
- 保罗·科本（生于1951年）-哲学家
- 吉诺·瓦内利（生于1952年）-加拿大歌手、词曲作者、音乐家和作曲家
- 卡洛琳·斯米特（生于1960年）-荷兰陶艺雕塑家
- 罗德里克·冯赫根神父（生于1968年）-电视节目主持人和播客
- Blaudzun（生于1974年）-歌手和电影制作人，本名Johannes Sigmond
- 杰森·沃尔特斯（生于1985年）-因与伊斯兰恐怖主义有关的指控被判处15年监禁，已提前释放
- 莎拉·维登赫夫特（生于1993年）-动漫配音女演员

## 姐妹市
- 捷克利貝雷茨